# Vîrstele pămîntului
Vîrstele pămîntului (rumunjski: "Zemljine godine") peti je studijski album rumunjskog black metal-sastava Negură Bunget. Album je 31. ožujka 2010. godine objavila diskografska kuća Code666 Records.
Ovaj je album bio objavljen isti mjesec kada i Măiestrit, ponovno snimljena inačica albuma Măiastru sfetnic. Budući da se godinu dana prije njegove objave razišao originalni trio glazbenika, Vîrstele pămîntului prvi je album na kojem se pojavila nova postava sastava; bubnjar Negru jedini je izvorni član skupine koji se pojavljuje na albumu.

## Popis pjesama
| 1.    | »Pămînt« (Zemlja)                                | 6:58 |
| 2.    | »Dacia hiperboreană« (Hiperborejska Dakija)      | 8:52 |
| 3.    | »Umbra« (Sjena)                                  | 3:31 |
| 4.    | »Ochiul inimii« (Srčano oko)                     | 8:04 |
| 5.    | »Chei de rouă« (Fontana rose)                    | 5:51 |
| 6.    | »Țara de dincolo de negură« (Zemlja iznad magle) | 5:54 |
| 7.    | »Jar« (Ugarci; instrumental)                     | 4:29 |
| 8.    | »Arborele lumii« (Svjetsko stablo)               | 7:37 |
| 9.    | »Întoarcerea amurgului« (Povratak ponoći)        | 8:21 |
| 59:37 |                                                  |      |

| Bonus skladba s vinilne inačice | Bonus skladba s vinilne inačice | Bonus skladba s vinilne inačice | Bonus skladba s vinilne inačice | Bonus skladba s vinilne inačice | Bonus skladba s vinilne inačice | Bonus skladba s vinilne inačice | Bonus skladba s vinilne inačice | Bonus skladba s vinilne inačice | Bonus skladba s vinilne inačice |
| Br.                             | Skladba                         | Trajanje                        |                                 |                                 |                                 |                                 |                                 |                                 |                                 |
| ------------------------------- | ------------------------------- | ------------------------------- | ------------------------------- | ------------------------------- | ------------------------------- | ------------------------------- | ------------------------------- | ------------------------------- | ------------------------------- |
| 10.                             | »Cumpăna«                       | 6:36                            |                                 |                                 |                                 |                                 |                                 |                                 |                                 |
| 66:13                           |                                 |                                 |                                 |                                 |                                 |                                 |                                 |                                 |                                 |

## Zasluge
| Negură Bunget - Spin – gitara - Ageru Pământului – vokali, flauta, kaval, nai, tulnic, udaraljke, ksilofon - Gădineț – bas-gitara, nai - Inia Dinia – klavijature - Corb – vokali, gitara, dulcimer - Negru – bubnjevi, udaraljke | Ostalo osoblje - Dan F. Spãtaru – naslovnica, omot albuma, fotografija - Mihai Toma – produkcija, miksanje |